# Palpidia videns
Palpidia videns är en fjärilsart som beskrevs av Emilio Berio 1976-1977 [1977. Palpidia videns ingår i släktet Palpidia och familjen nattflyn. Inga underarter finns listade i Catalogue of Life.